# Zora Neale Hurston
Zora Neale Hurston (ur. 7 stycznia 1891 w Notasulgi, zm. 28 stycznia 1960 w Fort Pierce) – amerykańska powieściopisarka, autorka krótkich opowiadań, folklorystka i antropolożka. Spośród jej czterech powieści i ponad 50 wydanych opowiadań, sztuk i esejów, najbardziej znana jest powieść Ich oczy oglądały Boga (1937).
Poza nowymi edycjami jej dzieł wydanymi po ponownym zainteresowaniu autorką w 1975, jej rękopis Every Tongue Got to Confess (2001), będący kolekcją bajek ludowych zebranych w latach dwudziestych, został pośmiertnie opublikowany po tym, jak został odkryty w archiwach Instytutu Smithsona.

## Życiorys

### Wczesne lata
Hurston była piątym z ośmiorga dzieci Johna Hurtsona i Lucy Ann Hurtson (z domu Potts). Jej ojciec był kaznodzieją w kościele baptystów, dzierżawcą ziemi i stolarzem, a jej matka nauczycielem w szkole. Urodziła się w Notasulga w Alabamie 7 stycznia 1891, gdzie dorastał jej ojciec, a dziadek był kaznodzieją w kościele baptystów.
Kiedy miała 3 lata, jej rodzina przeprowadziła się do Eatonville na Florydzie; w 1887 było to jedno z pierwszych całkowicie czarnych miast włączonych w Stanach Zjednoczonych. Hurston zawsze czuła, że Eatonville był dla niej domem, ponieważ tam dorastała i czasami twierdziła, że to jej miejsce urodzenia. Jej ojciec został później wybrany na burmistrza miasta w 1897, a w 1902 został kaznodzieją w tamtejszym największym kościele, Macedonia Missionary Baptist. Hurston później używała Eatonville jako tła dla swoich opowieści. Było to miejsce, gdzie Afroamerykanie mogli żyć jak chcieli, niezależnie od białego społeczeństwa. W 1901, pewni nauczyciele z północy odwiedzili Eatonville i dali Hurston kilka książek, które otwarły jej umysł na literaturę; opisała to jako rodzaj „narodzin”. Hurston spędziła resztę dzieciństwa w Eatonville, opisuje doświadczenie dojrzewania tam w eseju How It Feels to Be Colored Me (1928).
W 1904 zmarła jej matka. Ojciec ponownie się ożenił z Matte Moge; było to uważane za drobny skandal, ponieważ chodziły słuchy, że miał powiązania z Moge zanim zmarła jego pierwsza żona. Ojciec i macocha Hurston wysłali ją do szkoły z internatem u baptystów w Jacksonville na Florydzie. W końcu przestali płacić za jej czesne i szkoła ją wydaliła. Pracowała później jako pokojówka dla głównej wokalistki podróżującej spółki teatralnej, Gilbert & Sullivan.
W 1917, Hurston zaczęła uczęszczać do Morgan College, oddziału szkoły średniej uniwersytetu Morgan State, historycznie czarnego kolegium w Baltimore w stanie Maryland. W tym czasie, najwidoczniej by kwalifikować się do bezpłatnej edukacji w szkole średniej (być może także by odzwierciedlić jej literackie narodziny), 26-letnia Hurston zaczęła twierdzić, że urodziła się w 1901. Ukończyła szkołę średnią Morgan State University w 1918.

### Kolegium
W 1918, Hurston rozpoczęła studia na Uniwersytecie Howarda, gdzie została jedną z najwcześniejszych nowicjuszek żeńskiego stowarzyszenia Zeta Phi Beta. Była także współzałożycielką „The Hilltop" – uniwersyteckiej gazetki studenckiej. W trakcie studiów odbyła kursy hiszpańskiego, angielskiego, greckiego i wystąpień publicznych za które otrzymała dyplom Associate w 1920. W 1921 napisała krótkie opowiadanie, John Redding Goes to Sea, które zakwalifikowało ją do zostania członkiem klubu literackiego Alaine Locke – The Stylus. Hurston opuściła Howard w 1924. W 1925 otrzymała stypendium na Barnard College na Uniwersytecie Kolumbia, gdzie była jedyną czarną studentką w kolegium. Hurston otrzymała licencjat z antropologii w 1928, w wieku 37 lat. Studiując w Barnard, przeprowadziła badania etnograficzne przy boku antropologa Franza Boasa z Uniwersytetu Kolumbia. Pracowała też z Ruth Benedict, jak również z koleżanką ze studiów, Margaret Mead. Po ukończeniu Barnard Collage Hurston spędziła 2 lata jako magistrantka antropologii na Uniwersytecie Kolumbia.

### Dorosłość
W 1927 Hurston wyszła za Herberta Sheena – muzyka jazzowego, kolegę z koledżu w Howard, który później został lekarzem. Ich małżeństwo zakończyło się w 1931. W 1939, podczas gdy Hurston pracowała dla Works Progress Administration, wyszła za Alberta Price’a, który był 25 lat młodszy od niej; to małżeństwo zakończyło się po siedmiu miesiącach.
Mieszkała w Eau Gallie na Florydzie w roku 1929 i ponownie w 1951. W latach 30. XX w. Hurston była mieszkanką Westfield w New Jersey. W 1934 założyła szkołę teatralną „opartą na czystej murzyńskiej ekspresji” na Bethune-Cookman University (w tamtym czasie, Bethune-Cookman College), historycznie czarnym kolegium w Daytona Beach na Florydzie.
W późniejszych latach, poza kontynuowaniem kariery literackiej, Hurston pracowała na wydziale North Carolina College for Negroes (obecnie North Carolina Central University) w Durham w Karolinie Północnej.

## Dziedzictwo i wyróżnienia
W 1956 Hurston otrzymała nagrodę Bethune-Cookman College Award for Education and Human Relations w uznaniu za jej osiągnięcia. Wydział filologii angielskiej na Bethune-Cookman College wciąż stara się pielęgnować i chronić jej spuściznę literacką.

### Antropologiczne i folklorystyczne prace badawcze
Hurston dużo podróżowała po Karaibach i Południowej Ameryce, gdzie prowadziła badania nad lokalnymi praktykami kulturowymi. Na podstawie badań, sponsorowanych przez Charlotte Osgood Mason, bogatą filantropkę, Hurston napisała Mules and Men w 1935. Prowadziła także badania w tartakach, w których poruszyła kwestię wykorzystywania seksualnego czarnych kobiet w celach prokreacyjnych. Później Hurston określiła to zjawisko jako „paramour rights” w odniesieniu do niewolnictwa seksualnego. Książka zawiera także sporo folkloru. Materiał z badań posłużył jej również do napisania powieści m.in. Jonah’s Gourd Vine (1934).
W 1939 i 1937 dzięki wsparciu finansowym Fundacji Guggenheima Hurston wyjechała na badania na Jamajkę i Haiti, gdzie zbierała materiał do książki pt. Tell My Horse (1938).
Od października 1947 do lutego 1948, mieszkała w Puerto Cortes na północnym wybrzeżu Hondurasu. Marzyła o odnalezieniu tam ruin budowli Majów albo pozostałości innej jeszcze nieodkrytej cywilizacji. Podczas pobytu w Puerto Cortes, napisała Seraph on the Suwanee. Hurston wykazywała zainteresowanie polietniczną naturą populacji regionu, m.in. Miskito Zambu czy Garifuna – kreolskimi społecznościami o pochodzeniu afrykańskim.

### Późniejsze lata
W 1948, Hurston została fałszywie oskarżona o molestowanie dziesięcioletniego chłopca. Mimo że sprawa została oddalona po tym jak Hurston zaprezentowała dowody na to, że była w Hondurasie kiedy przestępstwo rzekomo się wydarzyło w Stanach Zjednoczonych, skandal ten negatywnie wpłynął na jej życie osobiste.
Pod koniec życia Hurston pracowała jako freelancer dla różnych amerykańskich magazynów i gazet. Jesienią 1952 Sam Nunn, redaktor Pittsburgh Courier zlecił jej napisanie relacji z procesu o morderstwo Ruby McCollum w Live Oak na Florydzie. Bogata, czarna, zamężna kobieta została oskarżona o zamordowanie wybitnego białego lekarza i polityka, który jak twierdziła zmuszał ją do seksu i potem także urodzenia jego dziecka. Hurston, dostrzegając podobieństwo między sprawą McCollum a swoimi badaniami prowadzonymi w tartakach na Florydzie, podejrzewała, że sytuacja McCollum może dotyczyć „paramour rights”. Razem z Nunn postanowili o tym opowiedzieć.
Po dotarciu do Live Oak okazało się, że sędzia ograniczył swobodę wypowiedzi obrony na czas procesu, mieszkańcy również nie chcieli rozmawiać o sprawie, co bardzo zaskoczyło Hurston. Podejrzewała, że mogło to mieć związek z rzekomą działalnością hazardową w którą wplatany był jej mąż Sam McCollum i doktor Adams. Podczas procesu artykuły Hurston były na bieżąco publikowane w gazecie. Ruby McCollum została uznana za winną i skazana na śmierć. Hurston powierzono zadanie napisania relacji do gazety pt. The life story of Ruby McCollum, publikowanej w odcinkach przez trzy miesiące w 1953. Hurston zakończyła współpracę z Pittsburgh Courier, kiedy między nią a Nunn doszło do konfliktu.
Ponieważ Hurston nie była w stanie wrócić do Live Oak na apelację i drugi proces skontaktowała się z Williamem Bradford Huie, dziennikarzem z którym pracowała w The American Mercury, aby zyskać jego uwagę w sprawie. Huie zrelacjonował cały proces i opracował dane zebrane podczas dochodzenia. Hurston udostępniła mu swoje materiały z pierwszego procesu, lecz uznał ją tylko pokrótce w swojej bestsellerowej książce Ruby McCollum: Woman in the Suwannee Jail (1956). Świadectwo McCollum zaznaczyło pierwszy raz w historii, kiedy to kobiecie pochodzenia afroamerykańskiego pozwolono zeznawać co do ojcostwa dziecka wskazując na białego mężczyznę. Hurston wierzyła, że owym zeznaniem Ruby McCollum udowodniła, że była ofiarą „paramour rights”.
Między innymi stanowiskami, Hurston pracowała w Pan American World Aiways Technical Library w Patrick Air Force Base w 1957.
Po przeprowadzce do Fort Pierce pracowała jako nauczyciel zastępczy i jako pokojówka.

### Śmierć
Ze względu na trudności finansowe i zdrowotne, Hurston znalazła się w domu opieki St. Lucie County na Florydzie, gdzie miała wylew. Zmarła na chorobę serca z nadciśnieniem tętniczym 28 stycznia 1960. Została pochowana w Garden of Heavenly Rest w Fort Pierce na Florydzie. Jej zwłoki znajdowały się w nieoznaczonym grobie do 1973. Za oznaczenie go nazwiskiem i imieniem Hurston są odpowiedzialne powieściopisarka Alice Walker i literaturoznawczyni Charlotte Hunt.
Po śmierci Hurston wszystkie jej dokumenty osobiste oraz dzieła literackie nakazano spalić. Przed całkowitym zniszczeniem uchronił je przyjaciel Hurston – prawnik Patrick DuVal. Dzieła Hurston zostały przekazane bibliotekom Uniwersytetu Florydy w 1961 przez Marjorie Silver – przyjaciółkę i sąsiadkę Hurston. Inne materiały zostały ofiarowane w 1970 i 1971 przez Frances Grover, oraz w 1979 przez Stetsona Kennedy’ego z Federal Writers Project.

## Kariera literacka

### Lata 20
Po przybyciu do Nowego Jorku w 1925, Hurston szybko stała się jedną z głównych pisarek reprezentujących Harlem Renaissance. Na krótko przed wstąpieniem do Barnard College, jej krótkie opowiadanie pt. Spunk zostało wybrane do The New Negro, przełomowej antologii literatury pięknej, poezji i esejów skupiających się na sztuce i literaturze afrykańskiej i afroamerykańskiej W 1926, grupa młodych czarnych pisarzy – Niggerati zaczęła wydawać magazyn literacki Fire!!, na łamach którego prezentowano wielu młodych artystów i pisarzy z Harlem Renaissance. W 1929, Hurston przeprowadziła się do Eau Gallie na Florydzie, gdzie napisała Mules and Men, opublikowany w 1935.

### Lata 30 i 40
Do połowy lat 30. Hurston opublikowała kilka krótkich opowiadań uznanych przez krytyków – a także Mules and Men (1935), przełomową pracę z antropologii literackiej, dokumentującą folklor afroamerykański z tartaków Północnej Florydy. W 1930 współpracowała z Langston Hughes nad dramatem pt. Mule Bone: A Comedy of Negro Life In Three Acts. Sztuka ta jednak nigdy nie została wystawiona. Opublikowano ją dopiero w 1991.
Hurston przekładała swoją pracę antropologiczną na sztukę widowiskową. Jej rewia folkowa pt. The Great Day z autentyczną afrykańską piosenką i tańcem, miała premierę w teatrze John Golden w Nowym Jorku w 1932. Mimo pozytywnych recenzji rewia została wystawiona jednorazowo.
Zora Neale Hurston jest autorką także dwóch innych rewii musicalowych: From Sun to Sun (adaptacja The Great Day) oraz Singing Stee. Hurston uważała, że muzyce folkowej służy udramatyzowanie.
W latach 30. Opublikowała trzy powieści:: Jonah’s Gourd Vine (1934), Ich oczy oglądały Boga (1937) – książka bazująca na badaniach na Haiti, często uważana za arcydzieło i Moses, Man of the Mountain (1939).
W 1937, Hurston została nagrodzona prestiżowym Stypendium Guggenheima, które wykorzystała na rzecz badań etnograficznych na Jamajce i Haiti, które później opublikowała pt. Tell My Horse (1938).
W latach 40., Hurston publikowała w takich czasopismach jak The American Mercury i The Saturday Evening Post. W 1948 została wydana jej ostatnia powieść pt. Seraph on the Suwanee[A1]. Książka ta opowiada o losach białych kobiet pochodzących ze środowiska tzw. „białej biedoty”.

### Niezrozumienie ze strony publiczności
Wielu czytelników miało problem z odbiorem afroamerykańskiego dialektu, którym posługiwała się Hurston w swoich książkach. Wybory stylistyczne, jakich dokonywała Hurston wynikały z jej doświadczenia naukowego. Jako folklorystka i etnografka Hurston odzwierciedlała w swoich powieściach autentyczną mowę czarnych społeczności wśród których prowadziła badania. Przykładem jest wypowiedź bohaterki Jonah’s Gourd Vine: 
Dat’s a big ole resurrection lie, Ned. Uh slew-foot, drag-leg lie at dat, and Ah dare yuh tuh hit me too. You know Ahm uh fightin’ dawg and mah hide is worth money. Hit me if you dare! Ah’ll wash yo’ tub uh 'gator guts and dat quick.
Wielu literackich rówieśników Hurston krytykowało ją za użycie dialektu jako karykatury kultury afroamerykańskiej zakorzenionej w tradycji rasistowskiej. W szczególności, wielu pisarzy powiązanych z Harlem Renaissance było krytycznych wobec późniejszych dzieł Hurston. Dziś z kolei uważa się, że Hurston w umiejętny sposób posługiwała się mową idiomatyczną.
W latach trzydziestych i czterdziestych, kiedy działa Hurston były publikowane, wybitnym autorem afroamerykańskim był Richard Wright. Zaangażowany w sprawy polityczne, w swojej powieści, Native Son, wykorzystał motyw walki Afroamerykanów o szacunek i postęp ekonomiczny zarówno jako scenerię i motywację dla swojego dzieła. Powieść Ich oczy oglądały Boga Hurston zawiera dużo folkloru, nie dotyka natomiast spraw politycznych, za co skrytykował ją Wright twierdząc, że Hurston pisze, aby przypodobać się białej publice.

### Pośmiertne uznanie
- W 1973 Alice Walker odnalazła nieoznaczony grób Hurston i umieściła na nim odznaczenie „A Genius of the South”[31][32]. Walker w 1975 opublikowała w magazynie Ms. artykuł o Hurston pt. In Search of Zora Neale Hurston. Od tego czasu można było odnotować wzrost zainteresowania dziełami Hurston[33].
- W Eatonville, miasteczku rodzinnym Hurston, wybudowano Muzeum Sztuk Pięknych Zora Neale Hurston; co roku mieszkańcy organizują Zora Neale Hurston Festival of the Arts and Humanities na cześć Hurston i jej dziedzictwa.
- Dom Hurston w Fort Pierce mianowano Narodowym Pomnikiem Historycznym. Miasto wspomina Hurston poprzez różne wydarzenia takie jak „Hattitudes”, przyjęcia urodzinowe i kilkudniowy festiwal na końcu kwietnia znany jako „Zora Fest”[34].
- W 2002, uczony Molefi Kete Asante umieścił Zorę Neale Hurson na swojej liście 100 Greatest African Americans[35].
- Barnard College poświęcił Hurston swoją Konferencję Virginia C. Gildersleeve w 2003. Jumpin’ at the Sun: Reassessing the Life and Work of Zora Neale Hurston skupiał się na jej dziełach i wpływie[36].
- W 2010 Hurston została włączona do Galerii Sław Pisarzy Nowego Jorku.
- 7 stycznia 2014 – 123 rocznica urodzin Hurston została upamiętniona przez Google Doodle[37].
- Była jedną z dwunastu inauguracyjnych poborowych do Galerii Sław Pisarzy Alabamy 8 czerwca 2015[38].

## Polityka i religia
John McWhorter nazwał Hurston “ulubioną czarną konserwatystką Ameryki”, podczas gdy David T. Beito i Linda Royster Beito utrzymywali, że lepiej określać ją jako „libertarian”. Była Republikanką, która była generalnie przychylna polityce zagranicznej nie-interwencjonizmu Starego Prawa i fanką polityki samo-pomocy Brookera T. Washingtona. Nie zgadzała się z filozofiami (włączając Komunizm i Nowy Ład) wspieranymi przez wielu jej kolegów z Harlem Renaissance, takich jak Langston Hughes, który w latach trzydziestych był zwolennikiem Związku Radzieckiego i chwalił go w wielu swoich poematach. Pomimo wspólnego porozumienia ze Starym Prawem w polityce wewnętrznej i zagranicznej, Hurston nie była społeczną konserwatystką. Jej pisma pokazywały pokrewieństwo z feministycznym indywidualizmem. Pod tym względem, jej poglądy były podobne do dwóch libertariańskich powieściopisarek które były jej rówieśniczkami: Rose Wilder Lane i Isabel Paterson. Chociaż nie była osobą religijną, Hurston nie negowała spraw duchowych jak potwierdza jej autobiografia z 1942, Dust Tracks on a Road.
W 1952, Hurston wspierała kampanię prezydencką senatora Roberta A. Tafta. Tak jak Taft, Hurston była przeciwko polityce Nowego Ładu Franklina D. Roosevelta. Dzieliła także jego sprzeciw polityce zagranicznej interwencjonizmu Roosevelta i Trumana. W oryginalnym szkicu swojej autobiografii, Dust Track on a Road, Hurston porównała rząd Stanów Zjednoczonych do „pasera” kradzionych towarów i do mafijno-podobnej rakiety obronnej. Krytykowała tych którzy szukali „wolności” dla tych zagranicą, ale odmawiali jej ludziom we własnych krajach. Kiedy Truman spuścił bomby atomowe na Japonię, nazwała go „Rzeźnikiem Azji”.
Hurston sprzeciwiała się Sądowi Najwyższemu w sprawie Brown v. Board of Education z 1954. Uważała, że jeśli oddzielne szkoły staną się rzeczywiście równe (a wierzyła, że szybko się takimi stawały), edukacja czarnych uczniów w sąsiedztwie białych uczniów nie będzie skutkowała lepszą edukacją. W dodatku, martwiła się o upadek czarnych szkół i czarnych nauczycieli jako sposobu na przekazanie tradycji kulturowej przyszłym pokoleniom Afroamerykanów. Wyraziła swój sprzeciw w liście Court Can’t Make the Races Mix, który został opublikowany w Orlando Sentinel w sierpniu 1955. Hurston nie zmieniła swojego długotrwałego sprzeciwu wobec segregacji. Raczej, obawiała się, że orzeczenie Sądu mogło stać się precedensem dla wszechpotężnego rządu federacyjnego do podważania wolności osobistej w wielu kwestiach w przyszłości.

## Krytyka i plagiat
Darwin Turner, jeden z biografów Hurston, zarzucał jej rasizm za opozycję wobec integracji i programów gwarantujących czarnym prawo do pracy.
Inni autorzy krytykowali Hurston za jej sensacyjne przedstawienie praktyk voodoo. W The Crisis, Harold Preece skrytykował Hurston za utrwalanie „Murzyńskiego prymitywizmu” w celu rozwijania własnej kariery literackiej.
Według Jeffrey Andersonona metody badawcze Hurston były podejrzane, uważał, że wymyśliła materiał dla swoich dzieł o voodoo. Hurston przyznała się do zmyślenia dialogu do swojej książki Mules and Men w liście do Ruth Benedict. Opisała w swojej późniejszej autobiografii jak jako dziecko wymyśliła historię rywalizacji doktorów voodoo do Mules and Men.
Kilku autorów zaobserwowało, że Hurston popełniła plagiat przynajmniej w trzech pracach. Jej artykuł Cudjo’s own story of the last African slaver był tylko w 25% oryginałem.

## Publikacje
- Journey’s End (Negro World, 1922), poezja
- Night (Negro World, 1922), poezja
- Passion (Negro World, 1922), poezja
- Color Struck (Opportunity: A Journal of Negro Life, 1925), sztuka
- Sweat (1926), opowiadanie
- How It Feels to Be Colored Me (1928), esej
- Hoodoo in America (1931) w The Journal of American Folklore
- The Gilded Six-Bits (1933), opowiadanie
- Jonah’s Gourd Vine (1934), powieść
- Mules and Men (1935), literatura faktu
- Their Eyes Were Watching God (1937), powieść
- Tell My Horse (1938), literatura faktu
- Moses, Man of the Mountain (1939), powieść
- Dust Tracks on a Road (1942), autobiografia
- Seraph on the Suwanee (1948), powieść
- What White Publishers Won’t Print (Negro Digest, 1950)
- I Love Myself When I Am Laughing...and Then Again When I Am Looking Mean and Impressive: A Zora Neale Hurston Reader (Alice Walker, ed.) (1979)
- The Sanctified Church (1981)
- Spunk: Selected Stories (1985)
- Mule Bone: A Comedy of Negro Life (sztuka, Langston Hughes; wstęp: George Houston Bass i Henry Louis Gates Jr.) (1991)
- The Complete Stories (wstęp: Henry Louis Gates Jr. i Sieglinde Lemke) (1995)
- Selected Stories (Cheryl A. Wall, ed.) (Library of America, 1995)
- Selected Articles (Cheryl A. Wall, ed.) (Library of America, 1995)
- Barracoon (1999)
- Every Tongue Got to Confess: Negro Folk-tales from the Gulf States (2001)
- Zora Neale Hurston: A Life in Letters, zebrane przez Carla Kaplan (2003)
- Collected Plays (2008)

## Film i telewizja
- W 1989 PBS nadało dramat oparty na życiu Hurston zatytułowany Zora is my name!
- Film z 2004 Brother to brother, częściowo rozgrywający się podczas Harlem Renaissance, przedstawiał Hurston (grana przez Aunjanue Ellis).
- Ich oczy oglądały Boga został zekranizowany w 2005 jako film o tym samym tytule przez Oprah Winfrey’s Harpo productions, ze sztuką telewizyjną Suzan-Lori Parks. Główną rolę w filmie zagrała Halle Berry jako Janie Starks.
- 9 kwietnia 2008, PBS transmitowało 90-minutowy film dokumentalny Zora Neale Hurston: Jump at the Sun, napisany i wyprodukowany przez filmowca Kirsty Andersen, jako część serii American Masters[49].
- W 2009 Hurston została przedstawiona w 90-minutowym filmie dokumentalnym o WPA Writers’ project zatytułowanym Soul of a People: Writing America’s Story, który miał premierę na kanale Smithsonian. Jej praca na Florydzie podczas lat 30 jest wyróżniona w książce towarzyszącej Soul of a People: The WPA Writers’ Project Uncovers Depression America.